# Código Baudot

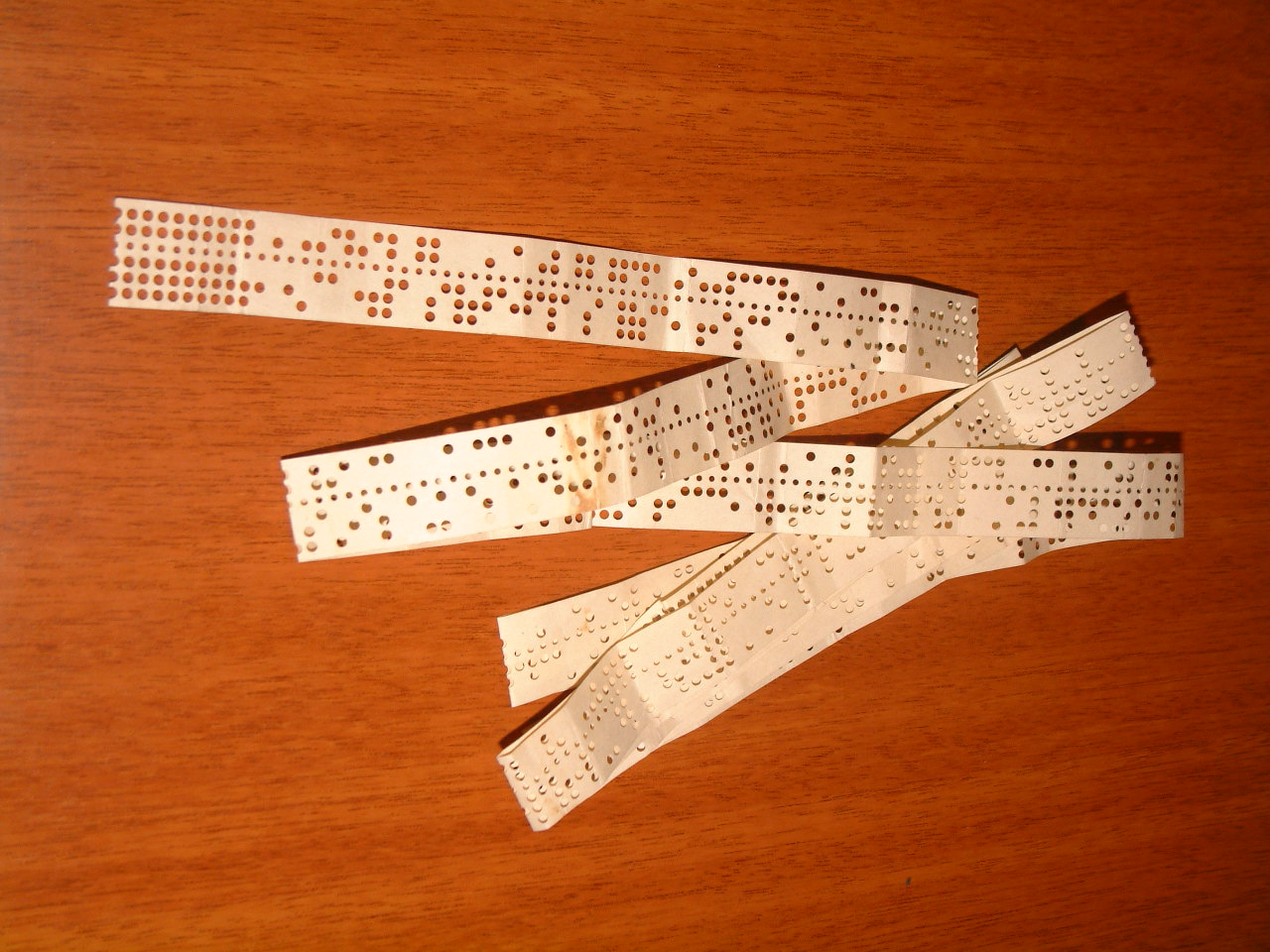
Cinta de papel con agujeros que representa el "Código de Baudot"

El código de Baudot, denominado así por su inventor Émile Baudot, es un juego de caracteres predecesor del EBCDIC y del ASCII y fue originalmente utilizado sobre todo en teletipos.

## Historia
El código original de Baudot, desarrollado alrededor del año 1874, se conoce como Alfabeto Internacional de Telegrafía Nº 1, y en la actualidad ya no está en uso. Para su transmisión se utilizaba un teclado de cinco teclas donde cada tecla representaba un bit de la señal de cinco estados. Un limpiador mecánico exploraba el estado del teclado y liberaba las teclas permitiendo que el operador introdujera el carácter siguiente.
En 1901 el código de Baudot fue modificado por Donald Murray reordenando los caracteres, agregando otros nuevos así como códigos de control. El reordenamiento hecho por Murray fue propiciado por su desarrollo de un teclado parecido al de una máquina de escribir. Entonces la disposición de los bits fue disociada de las teclas del operador. Murray arregló su código de modo que los caracteres más usados produzcan la menor cantidad de cambios de estado, lo que reducía al mínimo el desgaste en el equipo.
Otra modificación del código de Murray fue adoptada por la Western Union Company, y consistió en el descarte de algunos caracteres. Esta modificación se conoció como código WRU ("Who aRe yoU"). Posteriormente la CCITT introdujo el Alfabeto Internacional de Telegrafía N.º 2 (ITA2) como estándar internacional; este estaba basado en el código de la Western Union Company con mínimos cambios. El ITA2 todavía se utiliza en teléfonos para sordos, en radioaficionados, y en RTTY (radioteletipo).

## Codificación CCITT-1
Con un teclado de cinco teclas solo se puede definir una cantidad de palabras de 32 (= 25) combinaciones diferentes y esta cantidad no satisface las 26 letras más las 10 cifras, por lo tanto no puede codificar un alfabeto. La idea de Baudot fue introducir la idea de espacio como introductor de comandos, de esta forma duplicó el número de posibilidades.
- Datos: Q753170
- Multimedia: Baudot code / Q753170